# المتشردة (فلم)
المتشردة فيلم مصري تم إنتاجه عام 1947، من تأليف عبد العزيز سلام ومحمد عبد الجواد إخراج محمد عبد الجواد و بطولة حكمت فهمي ومحسن سرحان وسراج منير.

## فريق العمل
إخراج: محمد عبد الجواد
تأليف:
- عبد العزيز سلام
- محمد عبد الجواد

إنتاج: أفلام الوحدة العربية
طاقم العمل:
- حكمت فهمي
- محسن سرحان
- سراج منير
- ماري منيب
- مختار عثمان
- فؤاد جعفر
- عبد العزيز محمود
- ثريا فخري
- حسن البارودي
- رفيعة الشال

## روابط خارجية
- مقالات تستعمل روابط فنية بلا صلة مع ويكي بيانات